# David Wilkerson

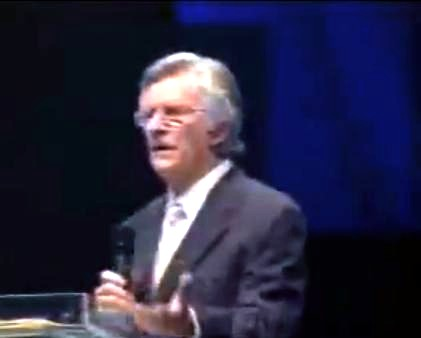
David Wilkerson

David Ray Wilkerson (* 19. Mai 1931 in Hammond (Indiana); † 27. April 2011 bei Cuney, Cherokee County (Texas)) war ein US-amerikanischer Evangelist. Er war Gründer der Times Square Church in New York City und Autor des Buches Das Kreuz und die Messerhelden.

## Rehabilitationshilfe
David Wilkerson vermied es, Christen nach ihrer unterschiedlichen Konfessionszugehörigkeit zu sortieren, und fand daher eine breite Zuhörerschaft. Seine Predigt war vor allem auf die Ermutigung und Stärkung gläubiger Christen ausgerichtet. Er betonte die Heiligkeit und Liebe Gottes, vertrat ein in beständigem Gebet auf Jesus Christus ausgerichtetes Christenleben in der Führung des Heiligen Geistes und richtete sich gegen Modeströmungen und Effekthascherei in der Kirche.
1958 gründete Wilkerson Teen Challenge einen christlichen Dienst zur Rehabilitationshilfe für junge Drogenabhängige, Alkoholiker, Bandenmitglieder und Prostituierte. Teen Challenge unterhält heute mehr als 400 Einrichtungen in vielen Ländern der Erde.

## Bücher
In Das Kreuz und die Messerhelden erzählt Wilkerson von seiner Arbeit als Evangelist unter den Straßengangstern und Drogenabhängigen von New York. Das Buch schildert das Elend der Jugendlichen im Bandenmilieu und wurde ein Bestseller der christlichen Gegenwartsliteratur.
In seinem Buch Es begann mit Kreuz und Messerhelden  (1974) äußerte Wilkerson die Überzeugung, dass „das Ende ganz nahe ist“. Denn nun meinte er alle Vorzeichen dafür wahrnehmen zu können – während in früheren Zeiten, als auch bereits manche Christen irrtümlich das Ende nahe wähnten, bloß einige dieser Zeichen zusammengetroffen seien. Wilkerson präsentierte – und bejahte – die Festlegung eines jungen Christen, dass es bis zur Wiederkunft Jesu keine 15 Jahre mehr dauern werde. Dieser Christ hatte auf die Frage eines Reporters, was in 15 Jahren sein werde, geantwortet: „das ist keine echte Frage für uns. Wir glauben nämlich nicht, daß wir in 15 Jahren noch hier sein werden.“ Die Begründung dafür: „Wir leben in der Endzeit.“ Wilkersons Kommentar dazu:
Das war die Botschaft, die ich von jetzt an den jungen Leuten brachte, die sich Sorgen über ihre Zukunft machten.
Ebenfalls 1974 veröffentlichte Wilkerson Die Vision. In seinen Vorbemerkungen am Beginn sagt Wilkerson, dass er diese Vision im April 1973 empfing, und setzt fort:
Viele Voraussagen dieser Vision haben sich in der Zwischenzeit schon erfüllt; andere werden in naher Zukunft in Erfüllung gehen; und noch andere in den Jahren, die vor uns liegen. (S. 5)
Es handelte sich also um aktuelle Ereignisse, die in den nächsten Jahren – aber nicht erst: Jahrzehnten – kommen sollten.
Wilkerson erhob für seine Vision einen hohen Anspruch:
Bis tief in mein Herz hinein bin ich davon überzeugt, daß diese Vision von Gott ist, daß sie wahr ist, und daß sie in Erfüllung gehen wird. (S. 16)
Allerdings sagte Wilkerson bei der Darlegung seiner Vorhersagen nicht eindeutig, was genau Bestandteil seiner Vision war, und was seine darauf aufbauenden Überlegungen sind.
Zu seinen Vorhersagen gehörte „eine neue Sexdroge“, verbunden mit einer radikalen Veränderung in der gesamten Drogenszene:
Abgesehen von dieser Sexdroge … wird sich die junge Generation nicht mehr so sehr mit Rauschgift abgeben.
Wilkerson sagte auch „wütende Verfolgungen“ aller Christen voraus, auch jener in der sogenannten „freien Welt“:
Ich sehe eine Stunde der Verfolgung von solchem Ausmaß kommen, wie sie die Menschheit vorher noch nicht gesehen hat. Alle wahrhaft Jesusgläubigen werden unter dieser Verfolgung zu leiden haben, ... Die Verfolgung wird sich in den USA und Kanada ausbreiten und weiterhin auch in der ganzen Welt. (S. 92)
Andererseits sollte eine umfassende Einheitskirche entstehen:
Ich sehe, wie aus der Vereinigung liberaler, ökumenisch gesinnter Protestanten und der römisch-katholischen Kirche eine Super-Weltkirche entsteht, ... (S. 92)
Das Evangelium sollte sich nach China ausbreiten – u. a. durch japanische Christen (obwohl es in China weit mehr Christen gibt als in Japan, was aber zur Zeit von Wilkersons Vision noch nicht bekannt war):
Japanische und koreanische Christen werden von Gott gebraucht, um dann das Evangelium zu Tausenden in China zu bringen. (S. 112)
Ein großer Teil von Wilkersons Vorhersagen betrifft die USA:
Die USA werden in nicht allzulanger Zeit das tragischste Erdbeben ihrer Geschichte erleben. Eines Tages, und zwar bald, wird die USA von der Wucht dieses schrecklichsten Geschehens unserer Zeit erzittern und taumeln. Alle Zeitungen werden voll sein von dem Verderben, welches dieses furchtbarste Erdbeben seit Menschengedenken anrichtet. ... Ich glaube, daß es viele Male schwerer sein wird als das große Erdbeben von San Francisco. (S. 40f)
Dazu kam es nicht; mittlerweile brachte Wilkersons ein weiteres Vorhersage-Buch heraus: Lass die Posaune erschallen (1987). Darin kündete er eine ganz andere Katastrophe über die Bewohner der USA an:
Amerika wird durch Feuer vernichtet werden! Ganz plötzlich wird es geschehen, und nur wenige werden entrinnen. Völlig unerwartet wird eine nukleare Katastrophe über diese Nation hereinbrechen, und innerhalb von nur einer Stunde wird Amerika ausgelöscht sein. (S. 9)
Ob zuvor noch das (für „bald“) angekündigte Erdbeben kommen sollte, lässt er offen.
In weiteren Büchern Wilkersons geht es um seelsorgerlichen Rat.

## Schriften (Auswahl)
- Das Kreuz und die Messerhelden (The Cross and the Switchblade). Leuchter, Erzhausen 1963
- Es begann mit Kreuz und die Messerhelden. 1975 (amerikan. Orig. 1974)
- Sprich weiter Pfarrer (Hey Preach, You’re Comin’ Through). Christl. Verlagsanstalt, Konstanz 1968
- Zwölf Engel aus der Hölle (Twelve Angels From Hell). Christl. Verlagsanstalt, Konstanz 1968
- Mann, hab ich Probleme. Christl. Verlagsanstalt, Konstanz 1973
- Die Vision (The Vision). Leuchter, Erzhausen 1974, erweiterte Neuauflage „Die Vision“, Leuchter, Erzhausen 2003
- Eltern vor Gericht (Parents on Trial: Why Kids go Wrong – or Right) mit Claire Cox. Leuchter, Erzhausen 1975
- Wetterleuchten des Gerichts. Leuchter, Erzhausen 1978
- Müde geworden? (Have You Felt Like Giving Up Lately). Leuchter, Erzhausen 1980, Neuauflage unter dem Titel „Gott hat dich nicht vergessen“, Leuchter, Erzhausen 2001
- Lass die Posaune erschallen. C.M. Fliß, Hamburg 1987
- Hungrig nach mehr von Jesus. C.M. Fliß, Hamburg 1994
- Die Antwort auf Verzweiflung und Selbstmord (Suicide). Leuchter, Erzhausen 1995

## Film
Der Bestseller Das Kreuz und die Messerhelden wurde 1970 unter der Regie von Don Murray verfilmt. Die Rolle des David Wilkerson übernahm Pat Boone. In Deutschland hatte der Film 1974 Premiere.